# Now, Diabolical
Now, Diabolical es el sexto álbum de estudio de la banda noruega de black metal Satyricon, publicado el 24 de abril de 2006 a través de la discográfica alemana Roadrunner Records. El álbum recibió críticas similares a su antecesor y alcanzó la segunda posición en la lista noruega de álbumes; la posición más alta alcanzada por un álbum de la banda. Incluye los sencillos «K.I.N.G.» y «The Pentagram Burns», y es el único trabajo con el bajista Lars K. Norberg. 
Para promocionar el álbum, la banda realizó una gira europea actuando en festivales como el Download, Hellfest, Graspop o el Hole in the Sky. El disco fue producido por Satyr y fue el primer trabajo de la banda en ser publicado por Roadrunner. 

## Grabación y producción
Satyricon anunciaron en febrero de 2006 su fichaje por la discográfica alemana Roadrunner Records que se encargaría de la venta del nuevo álbum de la banda, llamado Now, Diabolical. En Norteamérica lo publicaría Century Media y en Noruega, Sony/BMG. Ese mismo mes desvelaron la lista de canciones y la portada del álbum.
La mezcla fue realizada por Mike Fraser (que anteriormente había trabajado con Metallica y AC/DC) en Vancouver (Canadá). Satyr dijo del álbum:

Es un disco pegadizo y agresivo. Creo que este es el sonido que nosotros y nuestros seguidores necesitamos. Poco a poco el fenómeno del black metal va a aumentando en Estados Unidos y queremos ser parte de él, al igual que lo fuimos cuando se inició en Europa.

La canción «K.I.N.G.» fue la primera en ser presentada en primicia en la página web del grupo y publicada como sencillo el 3 de abril.

## Lista de canciones
| N.º | Título                           | Letras | Música | Duración |  |
| 1.  | «Now, Diabolical»                |        |        | 5:30     |  |
| 2.  | «K.I.N.G.»                       |        |        | 3:36     |  |
| 3.  | «The Pentagram Burns»            |        |        | 5:38     |  |
| 4.  | «A New Enemy»                    |        |        | 5:47     |  |
| 5.  | «The Rite Of Our Cross»          |        |        | 5:45     |  |
| 6.  | «That Darkness Shall Be Eternal» |        |        | 4:46     |  |
| 7.  | «Delirium»                       |        |        | 5:38     |  |
| 8.  | «To The Mountains»               |        |        | 8:09     |  |
| 9.  | «Storm (Of The Destroyer)»       |        |        | 2:50     |  |

## Créditos
- Satyr - guitarra, teclado, voz
- Frost - batería
- Lars K. Norberg - bajo

## Posiciones en las listas y recibimiento
Now, Diabolical alcanzó la segunda posición en la lista noruega de álbumes, la mejor posición de una banda de black metal hasta que In Sorte Diaboli de Dimmu Borgir consiguió la primera posición. En su país de origen, el álbum vendió 12,500 copias.
El sencillo «K.I.N.G.» alcanzó la séptima posición en la lista oficial de sencillos en Noruega.

### Sencillos
| Año  | Sencillo   | Lista                                 | Posición |
| ---- | ---------- | ------------------------------------- | -------- |
| 2006 | "K.I.N.G." | Lista oficial de sencillos en Noruega | N.º 7    |

### Álbum
| Año  | Álbum           | Lista                                 | Posición |
| ---- | --------------- | ------------------------------------- | -------- |
| 2006 | Now, Diabolical | Lista oficial de álbumes en Noruega   | N.º 2    |
| 2006 | Now, Diabolical | Lista oficial de álbumes en Finlandia | N.º 28   |
| 2006 | Now, Diabolical | Lista oficial de álbumes en Suecia    | N.º 47   |

El álbum fue nominado al premio Alarm al mejor álbum de metal junto a Ordo Ad Chao de Mayhem, Armada de Keep of Kalessin, Le Fol de Audrey Horne e In Sorte Diaboli de Dimmu Borgir, que a la postre sería el ganador. También fue nominado a los Danish Metal Awards en la categoría de mejor álbum internacional junto a Come Clarity de In Flames, Blood Mountain de Mastodon y 10.000 Days de Tool, pero esta vez terminarían llevándose el galardón.